# 엘리저 유드코프스키

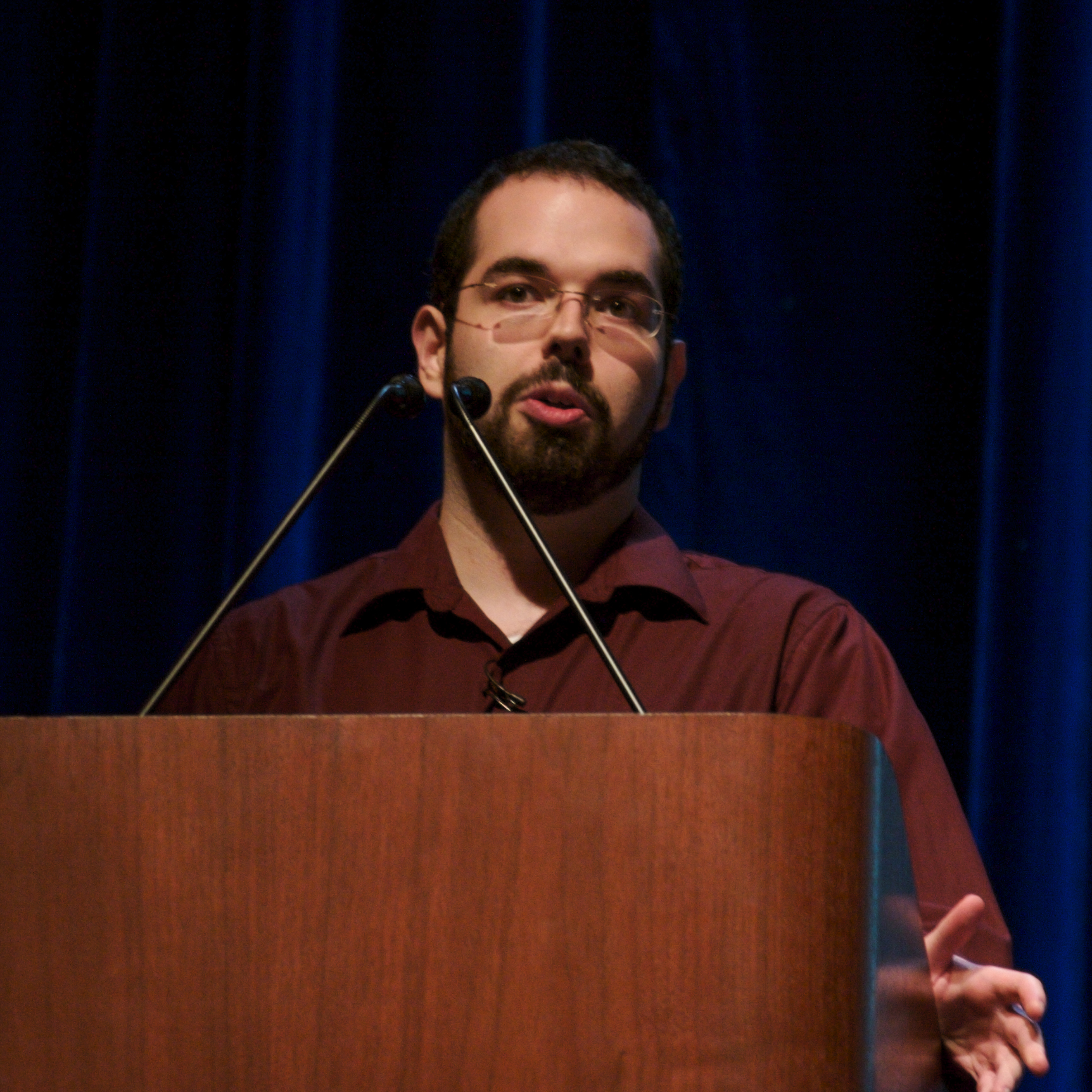

엘리저 슐로모 유드코프스키(Eliezer Shlomo Yudkowsky, 1979년 9월 11일 ~ )는 친절한 인공 지능 의 아이디어를 대중화한 것으로 가장 잘 알려진 미국의 의사 결정 이론가이자 인공지능 (AI) 이론가이자 작가다. 그는 캘리포니아 버클리에 기반을 둔 사설 연구 비영리 단체인 기계 지능 연구소 (MIRI)의 공동 설립자이자 연구원이다. 폭주하는 지능 폭발의 가능성에 대한 그의 연구 는 Nick Bostrom의 Superintelligence: Paths, Dangers, Strategies에 영향을 미쳤다.
미래 세대의 AI 시스템이 제기하는 안전 문제에 대한 Yudkowsky의 견해는 AI 학부 교과서, Stuart Russell 및 Peter Norvig 의 인공 지능: 현대 접근 방식에서 논의된다.
2006년과 2009년 사이에 인지 및 사회 과학 블로그인 Overcoming Bias 의 주요 기고자였다. 2009년 2월 그는 "인간 합리성의 예술을 다듬는 데 전념하는 커뮤니티 블로그"인 LessWrong을 설립했다.